# Concots
Concots est une commune française, située dans le sud du département du Lot en région Midi-Pyrénées.
Elle est également dans le causse de Limogne, un des quatre causses du Quercy, dénudé et clairsemé de champs de lavande, de genévriers et de chênes truffiers.
Exposée à un climat océanique altéré, aucun cours d'eau permanent n'est répertorié sur la commune. Incluse dans le parc naturel régional des Causses du Quercy, qui a depuis 2017 le label de géoparc mondial Unesco, la commune possède un patrimoine naturel remarquable :  un espace protégé (la réserve naturelle nationale d'intérêt géologique du département du Lot) et une zone naturelle d'intérêt écologique, faunistique et floristique.
Concots est une commune rurale qui compte 409 habitants en 2022, après avoir connu un pic de population de 977 habitants en 1846.  Elle fait partie de l'aire d'attraction de Cahors. Ses habitants sont appelés les Concotois ou  Concotoises.
https://www.concots.fr/

## Géographie

### Localisation
Concots est une commune située dans le Quercy sur la RD 911 entre Villefranche-de-Rouergue et Cahors.
Les communes limitrophes sont Berganty, Bach, Crégols, Cremps, Escamps, Esclauzels, Lugagnac, Saint-Cirq-Lapopie, Varaire, Belmont-Sainte-Foi et Vaylats.

### Hydrographie
Le Ruisseau de Font d'Erbies et le Ruisseau des Valses sont les principaux cours d'eau qui traversent la commune.

### Communes limitrophes
| Berganty (sur 100 m), Esclauzels | Saint-Cirq-Lapopie | Crégols  |
| Cremps                           | Concots            | Lugagnac |
| Escamps                          | Bach               | Varaire  |

### Climat
Pour des articles plus généraux, voir Climat de l'Occitanie et Climat du Lot.
En 2010, le climat de la commune est de type climat océanique altéré, selon une étude s'appuyant sur une série de données couvrant la période 1971-2000. En 2020, Météo-France publie une typologie des climats de la France métropolitaine dans laquelle la commune est toujours exposée à un climat océanique altéré et est dans une zone de transition entre les régions climatiques « Aquitaine, Gascogne » et « Ouest et nord-ouest du Massif Central ». La première est caractérisée par une pluviométrie abondante au printemps, modérée en automne, un faible ensoleillement au printemps, un été chaud (19,5 °C), des vents faibles, des brouillards fréquents en automne et en hiver et des orages fréquents en été (15 à 20 jours).  La seconde présente une pluviométrie annuelle de 900 à 1 500 mm, maximale en automne et en hiver.
Pour la période 1971-2000, la température annuelle moyenne est de 12,2 °C, avec une amplitude thermique annuelle de 15,8 °C. Le cumul annuel moyen de précipitations est de 887 mm, avec 10,2 jours de précipitations en janvier et 6,1 jours en juillet. Pour la période 1991-2020, la température moyenne annuelle observée sur la station météorologique la plus proche, située sur la commune du Montat à 16 km à vol d'oiseau, est de 13,3 °C et le cumul annuel moyen de précipitations est de 824,6 mm,. Pour l'avenir, les paramètres climatiques de la commune estimés pour 2050 selon différents scénarios d’émission de gaz à effet de serre sont consultables sur un site dédié publié par Météo-France en novembre 2022.

### Milieux naturels et biodiversité

#### Espaces protégés
La protection réglementaire est le mode d’intervention le plus fort pour préserver des espaces naturels remarquables et leur biodiversité associée,.
La commune fait partie du parc naturel régional des Causses du Quercy, un espace protégé créé en 1999 et d'une superficie de 183 039 ha, qui s'étend sur 102 communes du département du Lot. La cohérence du territoire du Parc s’est fondée sur l’unité géologique d’un même socle de massif karstique, entaillé de profondes vallées. Le périmètre repose sur une unité de paysages autour de la pierre et du bâti (souvent en pierre sèche), de l’empreinte des pelouses sèches et du pastoralisme et de l’omniprésence des patrimoines naturels et culturels,. Ce parc a été classé Géoparc en mai 2017 sous la dénomination « géoparc des causses du Quercy », faisant dès lors partie du réseau mondial des Géoparcs, soutenu par l’UNESCO,.
Un  autre espace protégé est présent sur la commune : 
la réserve naturelle nationale d'intérêt géologique du département du Lot, classée en 2015 et d'une superficie de 800 ha, composée de 59 sites d'intérêts géomorphologique, minéralogique, tectonique et paléontologique remarquables,.

#### Zones naturelles d'intérêt écologique, faunistique et floristique

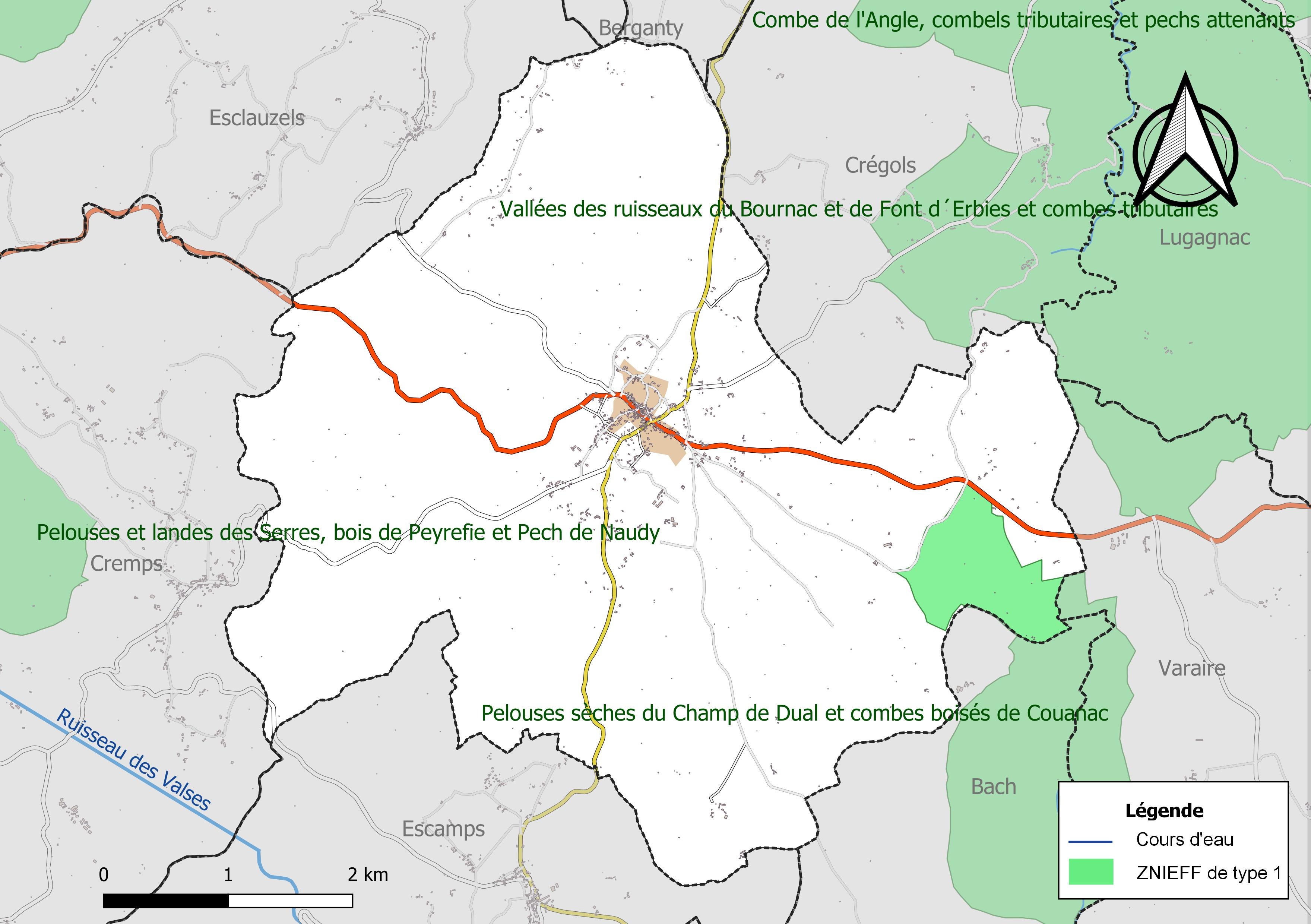
Carte de la ZNIEFF de type 1 localisée sur la commune.

L’inventaire des zones naturelles d'intérêt écologique, faunistique et floristique (ZNIEFF) a pour objectif de réaliser une couverture des zones les plus intéressantes sur le plan écologique, essentiellement dans la perspective d’améliorer la connaissance du patrimoine naturel national et de fournir aux différents décideurs un outil d’aide à la prise en compte de l’environnement dans l’aménagement du territoire.
Une ZNIEFF de type 1 est recensée sur la commune :
les « pelouses sèches du Champ de Dual et combes boisés de Couanac » (391 ha), couvrant 3 communes du département.

## Urbanisme

### Typologie
Au 1er janvier 2024, Concots est catégorisée commune rurale à habitat très dispersé, selon la nouvelle grille communale de densité à sept niveaux définie par l'Insee en 2022.
Elle est située hors unité urbaine. Par ailleurs la commune fait partie de l'aire d'attraction de Cahors, dont elle est une commune de la couronne,. Cette aire, qui regroupe 78 communes, est catégorisée dans les aires de 50 000 à moins de 200 000 habitants,.

### Occupation des sols
L'occupation des sols de la commune, telle qu'elle ressort de la base de données européenne d’occupation biophysique des sols Corine Land Cover (CLC), est marquée par l'importance des forêts et milieux semi-naturels (70,6 % en 2018), une proportion identique à celle de 1990 (70,6 %). La répartition détaillée en 2018 est la suivante : 
forêts (70,4 %), zones agricoles hétérogènes (21,5 %), prairies (7 %), zones urbanisées (1 %), milieux à végétation arbustive et/ou herbacée (0,2 %). L'évolution de l’occupation des sols de la commune et de ses infrastructures peut être observée sur les différentes représentations cartographiques du territoire : la carte de Cassini (XVIIIe siècle), la carte d'état-major (1820-1866) et les cartes ou photos aériennes de l'IGN pour la période actuelle (1950 à aujourd'hui).

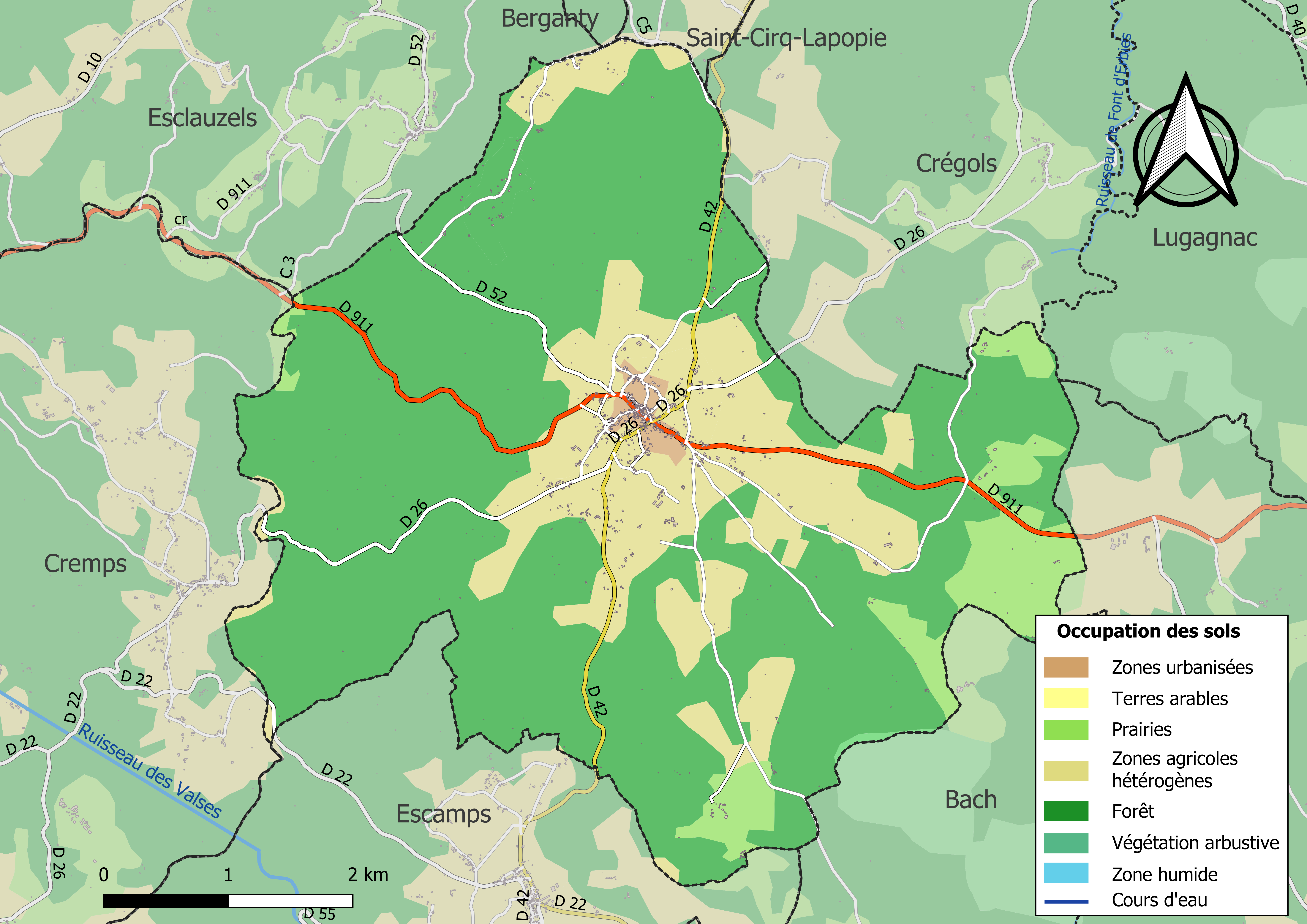
Carte des infrastructures et de l'occupation des sols de la commune en 2018 (CLC).

### Risques majeurs
Le territoire de la commune de Concots est vulnérable à différents aléas naturels : météorologiques (tempête, orage, neige, grand froid, canicule ou sécheresse), inondations, feux de forêts, mouvements de terrains et séisme (sismicité très faible). Un site publié par le BRGM permet d'évaluer simplement et rapidement les risques d'un bien localisé soit par son adresse soit par le numéro de sa parcelle.
Certaines parties du territoire communal sont susceptibles d’être affectées par le risque d’inondation par débordement de cours d'eau, notamment le Céou. La cartographie des zones inondables en ex-Midi-Pyrénées réalisée dans le cadre du XIe Contrat de plan État-région, visant à informer les citoyens et les décideurs sur le risque d’inondation, est accessible sur le site de la DREAL Occitanie. La commune a été reconnue en état de catastrophe naturelle au titre des dommages causés par les inondations et coulées de boue survenues en 1982, 1999 et 2021,.
Concots est exposée au risque de feu de forêt. Un plan départemental de protection des forêts contre les incendies a été approuvé par arrêté préfectoral le 30 novembre 2015 pour la période 2015-2025. Les propriétaires doivent ainsi couper les broussailles, les arbustes et les branches basses sur une profondeur de 50 mètres, aux abords des constructions, chantiers, travaux et installations de toute nature, situées à moins de 200 mètres de terrains en nature
de bois, forêts, plantations, reboisements, landes ou friches. Le brûlage des déchets issus de l’entretien des parcs et jardins des ménages et des collectivités est interdit. L’écobuage est également interdit, ainsi que les feux de type méchouis et barbecues, à l’exception de ceux prévus dans des installations fixes (non situées sous couvert d'arbres) constituant une dépendance d'habitation.

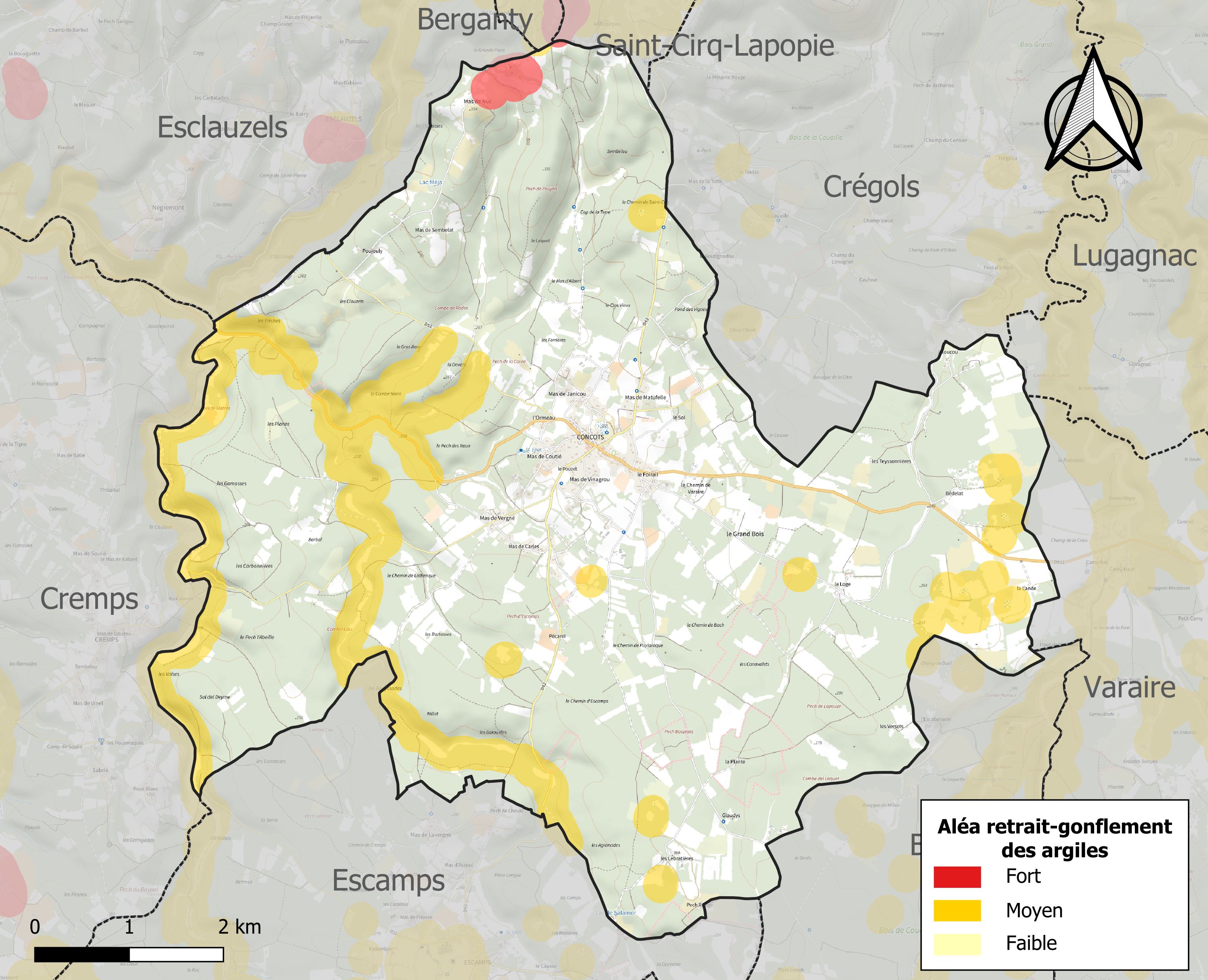
Carte des zones d'aléa retrait-gonflement des sols argileux de Concots.

Les mouvements de terrains susceptibles de se produire sur la commune sont des affaissements et effondrements liés aux cavités souterraines (hors mines) et des éboulements, chutes de pierres et de blocs. Par ailleurs, afin de mieux appréhender le risque d’affaissement de terrain, l'inventaire national des cavités souterraines permet de localiser celles situées sur la commune.
Le retrait-gonflement des sols argileux est susceptible d'engendrer des dommages importants aux bâtiments en cas d’alternance de périodes de sécheresse et de pluie. 14,7 % de la superficie communale est en aléa moyen ou fort (67,7 % au niveau départemental et 48,5 % au niveau national). Sur les 327 bâtiments dénombrés sur la commune en 2019, 11 sont en aléa moyen ou fort, soit 3 %, à comparer aux 72 % au niveau départemental et 54 % au niveau national. Une cartographie de l'exposition du territoire national au retrait gonflement des sols argileux est disponible sur le site du BRGM,.
Par ailleurs, afin de mieux appréhender le risque d’affaissement de terrain, l'inventaire national des cavités souterraines permet de localiser celles situées sur la commune.
Concernant les mouvements de terrains, la commune a été reconnue en état de catastrophe naturelle au titre des dommages causés par des mouvements de terrain en 1999.

## Toponymie
Le nom Concots est un diminutif de l'ancien occitan conca qui désigne une conque, un vallon.

## Histoire
Il existait un dolmen qui a été malheureusement détruit "car il gênait la route qui va vers St Cirq Lapopie". Un autre petit dolmen se cache dans un bois, du côté du pech de Lapauze.
Une pierre à cupules est visible au Pech de la Corne.
Sur les causses voisins du mas de Nuc, des Lébratières, et à la Métairie Rouge, les grosses fermes seraient les "survivances" de villas romaines.
Une tour féodale dite la « tour de l'horloge » au centre du village, a été bâtie par les seigneurs de Cardaillac au XIVe siècle selon leur mode architectural, (sans cave, orientée à chaque angle aux 4 points cardinaux); Elle servait de refuge aux villageois qui vivaient alors sur le site de l'actuel cimetière, sur le causse au-dessus de la conque, où une église romane a été détruite à la fin du XIXe siècle. Elle appartient à la commune depuis le XVIIIe siècle.
Le village actuel était en fait un château fortifié avec son logis rebâti au XVe siècle, après la guerre de Cent Ans. Ses remparts rétrécis l'enserraient (avant cette période, existaient un double rempart et d'autres tours). À l'origine, il est probable qu'il ait été une motte castrale. On trouve un consul de Cahors au XIIe siècle et l'abbé principal Raynaldum de Concots à l'abbaye de Marcilhac-sur-Célé  au XIVe siècle. Louis XI fit brûler les terres et le château de Concots. À la fin de la guerre de Cent Ans, il n'y avait plus âme qui vive, le dernier rejeton mâle, seigneur de Concots, fait chevalier à 14 ans, étant mort jeune; tous d'ailleurs sont morts à la guerre et de la peste. Le village fût repeuplé par des "Auvergnats", gens des montagnes, Aveyronnais paysans à qui on donna terres et maisons, et dont les principales familles demeurent encore aujourd'hui au village.
Concots appartint à la puissante seigneurie de la branche des Cardaillac-Bioule qui devint protestante ; il existait aussi un consistoire qui a été détruit.
A la révolution, après que le dernier seigneur de Mauriac élu maire du village a fui sous la terreur "à cheval par le souterrain en Espagne !" dit-on, puis que ses deux sœurs sont retournées à Cadouin, les habitants ont investi les lieux et parcellé tout le château en habitations.
Placé sur l'axe "Atlantique-Méditerranée", la commune de Concots, était jusqu'à la guerre de 14-18, un "carrefour" commercial privilégié, avec ses marchés aux bovins, ovins, et ses truffes, sa tradition viticole (prestigieuse au Moyen Âge) puis la magnanerie (culture du ver à soie). Il y avait plusieurs commerces et de l'artisanat, plus particulièrement celui du fer forgé.

## Politique et administration
| Période                                  | Période  | Identité               | Étiquette | Qualité                 |
| ---------------------------------------- | -------- | ---------------------- | --------- | ----------------------- |
| 1790                                     | 1792     | Louis Mauriac (de)     |           |                         |
| 1792                                     | 1795     | Pierre Fraisse         |           |                         |
| 1795                                     | 1796     | Antoine Dugés          |           |                         |
| 1796                                     | 1800     | Pierre Andrieu         |           |                         |
| 1800                                     | 1810     | Jacques François Bach  |           |                         |
| 1816                                     | 1818     | Jean Baptiste Bach     |           |                         |
| 1818                                     | 1830     | Jean Rayes             |           |                         |
| 1830                                     | 1832     | Jean Baptiste Bach     |           |                         |
| 1832                                     | 1834     | François Guiral        |           |                         |
| 1834                                     | 1837     | Jacques François Bach  |           |                         |
| 1837                                     | 1842     | Jean Ausset            |           |                         |
| 1842                                     | 1843     | François Guiral        |           |                         |
| 1843                                     | 1848     | Jacques François Bach  |           |                         |
| 1848                                     | 1899     | Jean Ausset            |           |                         |
| 1899                                     | 1903     | Gustave Bach           |           |                         |
| 1903                                     | 1919     | Siméon Cavaillé        |           |                         |
| 1919                                     | 1929     | Calixte Bach           |           |                         |
| 1929                                     | 1962     | Edmond Casfarguette    |           |                         |
| 1962                                     | 1977     | Paul Andrieu           |           |                         |
| 1977                                     | 1995     | Yvonne Marie           |           |                         |
| 1995                                     | 2001     | Roland Golse           |           |                         |
| 2001                                     | 2014     | Gérard Bach            | SE        | Agriculteur             |
| 2014                                     | 2020     | Jean Louis Dehaineault |           |                         |
| 2020                                     | En cours | Jean-Marie AILLET      | Aucun     | Producteur d'agneau bio |
| Les données manquantes sont à compléter. |          |                        |           |                         |

## Démographie
L'évolution du nombre d'habitants est connue à travers les recensements de la population effectués dans la commune depuis 1793. Pour les communes de moins de 10 000 habitants, une enquête de recensement portant sur toute la population est réalisée tous les cinq ans, les populations de référence des années intermédiaires étant quant à elles estimées par interpolation ou extrapolation. Pour la commune, le premier recensement exhaustif entrant dans le cadre du nouveau dispositif a été réalisé en 2004.

En 2022, la commune comptait 409 habitants, en évolution de −2,39 % par rapport à 2016 (Lot : +1,31 %, France hors Mayotte : +2,11 %).
| 1793 | 1800 | 1806 | 1821 | 1831 | 1836 | 1841 | 1846 | 1851 |
| ---- | ---- | ---- | ---- | ---- | ---- | ---- | ---- | ---- |
| 930  | 767  | 759  | 831  | 858  | 846  | 843  | 977  | 746  |

| 1856 | 1861 | 1866 | 1872 | 1876 | 1881 | 1886 | 1891 | 1896 |
| ---- | ---- | ---- | ---- | ---- | ---- | ---- | ---- | ---- |
| 731  | 905  | 903  | 791  | 782  | 946  | 877  | 839  | 758  |

| 1901 | 1906 | 1911 | 1921 | 1926 | 1931 | 1936 | 1946 | 1954 |
| ---- | ---- | ---- | ---- | ---- | ---- | ---- | ---- | ---- |
| 675  | 642  | 584  | 513  | 462  | 446  | 433  | 374  | 313  |

| 1962 | 1968 | 1975 | 1982 | 1990 | 1999 | 2004 | 2006 | 2009 |
| ---- | ---- | ---- | ---- | ---- | ---- | ---- | ---- | ---- |
| 330  | 324  | 343  | 360  | 331  | 372  | 370  | 380  | 413  |

| 2014 | 2019 | 2022 | - | - | - | - | - | - |
| ---- | ---- | ---- | - | - | - | - | - | - |
| 417  | 420  | 409  | - | - | - | - | - | - |

## Économie

### Revenus
En 2018, la commune compte 193 ménages fiscaux, regroupant 387 personnes. La médiane du revenu disponible par unité de consommation est de 16 880 € (20 740 € dans le département).

### Emploi
|                | 2008   | 2013   | 2018   |
| -------------- | ------ | ------ | ------ |
| Commune        | 10,2 % | 14,2 % | 16,5 % |
| Département    | 7,3 %  | 8,9 %  | 9,6 %  |
| France entière | 8,3 %  | 10 %   | 10 %   |

En 2018, la population âgée de 15 à 64 ans s'élève à 238 personnes, parmi lesquelles on compte 74,7 % d'actifs (58,2 % ayant un emploi et 16,5 % de chômeurs) et 25,3 % d'inactifs,. Depuis 2008, le taux de chômage communal (au sens du recensement) des 15-64 ans est supérieur à celui de la France et du département.
La commune fait partie de la couronne de l'aire d'attraction de Cahors, du fait qu'au moins 15 % des actifs travaillent dans le pôle,. Elle compte 65 emplois en 2018, contre 61 en 2013 et 57 en 2008. Le nombre d'actifs ayant un emploi résidant dans la commune est de 144, soit un indicateur de concentration d'emploi de 45 % et un taux d'activité parmi les 15 ans ou plus de 51,4 %.
Sur ces 144 actifs de 15 ans ou plus ayant un emploi, 50 travaillent dans la commune, soit 35 % des habitants. Pour se rendre au travail, 77,8 % des habitants utilisent un véhicule personnel ou de fonction à quatre roues, 1,4 % les transports en commun, 9,1 % s'y rendent en deux-roues, à vélo ou à pied et 11,8 % n'ont pas besoin de transport (travail au domicile).

### Activités hors agriculture
38 établissements sont implantés  à Concots au 31 décembre 2019. Le tableau ci-dessous en détaille le nombre par secteur d'activité et compare les ratios avec ceux du département,.
| Secteur d'activité                                                                                        | Commune | Commune | Département |
| Secteur d'activité                                                                                        | Nombre  | %       | %           |
| --- | ------- | ------- | ----------- |
| Ensemble                                                                                                  | 38      |         |             |
| Industrie manufacturière, industries extractives et autres                                                | 4       | 10,5 %  | (14 %)      |
| Construction                                                                                              | 7       | 18,4 %  | (13,9 %)    |
| Commerce de gros et de détail, transports, hébergement et restauration                                    | 10      | 26,3 %  | (29,9 %)    |
| Information et communication                                                                              | 1       | 2,6 %   | (1,8 %)     |
| Activités spécialisées, scientifiques et techniques et activités de services administratifs et de soutien | 2       | 5,3 %   | (13,5 %)    |
| Administration publique, enseignement, santé humaine et action sociale                                    | 6       | 15,8 %  | (12 %)      |
| Autres activités de services                                                                              | 8       | 21,1 %  | (8,7 %)     |

Le secteur du commerce de gros et de détail, des transports, de l'hébergement et de la restauration est prépondérant sur la commune puisqu'il représente 26,3 % du nombre total d'établissements de la commune (10 sur les 38 entreprises implantées  à Concots), contre 29,9 % au niveau départemental.

### Agriculture
|               | 1988 | 2000 | 2010 | 2020  |
| ------------- | ---- | ---- | ---- | ----- |
| Exploitations | 25   | 14   | 8    | 9     |
| SAU (ha)      | 491  | 501  | 667  | 1 160 |

La commune est dans les Causses », une petite région agricole occupant une grande partie centrale du département du Lot. En 2020, l'orientation technico-économique de l'agriculture  sur la commune est l'élevage d'équidés et/ou d' autres herbivores. Neuf exploitations agricoles ayant leur siège dans la commune sont dénombrées lors du recensement agricole de 2020 (25 en 1988). La superficie agricole utilisée est de 1 160 ha,,.

## Culture locale et patrimoine

### Lieux et monuments
- Église Saint-Jean-Baptiste de Concots.
- Tour féodale dite la « tour de l'horloge », visible au centre du village.
- Plusieurs puits dont un puits-caselle au-dessus du « lac » de la conque, un pigeonnier, un double four à pain médiéval, de jolies maisons, un gros bâtiment avec des cheminées gothiques qui était sans doute l'ancien prieuré, et enfin, l'ancien logis du XVe siècle.
- Le Lac Meja.
- Sur le chemin des puits, on peut voir un beau puits "gallo-romain".
- Concots est traversée par une section commune à deux sentiers de grande randonnée : le GR 36 allant de Ouistreham (Calvados) à Bourg-Madame (Pyrénées-Orientales) et le GR 46 allant de Tours (Indre-et-Loire) à Toulouse (Haute-Garonne).

## Vie locale

### Enseignement & services
Concots a aussi une école primaire et un bureau de poste municipal.

### Commerces
Il y a quatre commerces à Concots, une boulangerie, un restaurant (Gault et Millau), un restaurant-chambres d'hôtes : Le Vinagrou, ainsi qu'un bar tabac restaurant : le Mûrier .
Concots possède également un bar associatif: L'usine à Croquettes ; où se déroule des concerts, des spectacles, des soirées jeux, du stand up ... .
Concots compte aussi une enseigne spécialisée dans le dépannage informatique et la création de sites internet. Les commerces les plus proches se trouvent à Limogne-en-Quercy à 11 km. Le village accueille un marché chaque dimanche matin.

### Personnalités liées à la commune
- Jacques de Concots, (mort en 1329) évêque de Lodève, archevêque d'Aix, confesseur du pape Jean XXII.

## Héraldique
| Blason de Concots | Blason  | D'argent au dais de gueules surmonté de quatre panaches du même. |
| Blason de Concots | Détails | Le statut officiel du blason reste à déterminer.                 |

#### Site de l'Insee
1. ↑  « La grille communale de densité », sur le site de l'Insee, 28 mai 2024 (consulté le 28 juin 2024).
2. 1 2  Insee, « Métadonnées de la commune de Concots ».
3. ↑  « Liste des communes composant l'aire d'attraction de Cahors », sur le site de l'Insee (consulté le 28 juin 2024).
4. ↑  Marie-Pierre de Bellefon, Pascal Eusebio, Jocelyn Forest, Olivier Pégaz-Blanc et Raymond Warnod (Insee), « En France, neuf personnes sur dix vivent dans l’aire d’attraction d’une ville », sur le site de l'Insee, 21 octobre 2020 (consulté le 28 juin 2024).
5. ↑  « REV T1 - Ménages fiscaux de l'année 2018 à Concots » (consulté le 5 février 2022).
6. ↑  « REV T1 - Ménages fiscaux de l'année 2018 dans le Lot » (consulté le 5 février 2022).
7. 1 2  « Emp T1 - Population de 15 à 64 ans par type d'activité en 2018 à Concots » (consulté le 5 février 2022).
8. ↑  « Emp T1 - Population de 15 à 64 ans par type d'activité en 2018 dans le Lot » (consulté le 5 février 2022).
9. ↑  « Emp T1 - Population de 15 à 64 ans par type d'activité en 2018 dans la France entière » (consulté le 5 février 2022).
10. ↑  « Base des aires d'attraction des villes 2020 », sur site de l'Insee (consulté le 10 avril 2021).
11. ↑  « Emp T5 - Emploi et activité en 2018 à Concots » (consulté le 5 février 2022).
12. ↑  « ACT T4 - Lieu de travail des actifs de 15 ans ou plus ayant un emploi qui résident dans la commune en 2018 » (consulté le 5 février 2022).
13. ↑  « ACT G2 - Part des moyens de transport utilisés pour se rendre au travail en 2018 » (consulté le 5 février 2022).
14. ↑  « DEN T5 - Nombre d'établissements par secteur d'activité au 31 décembre 2019 à Concots » (consulté le 14 février 2022).
15. ↑  « DEN T5 - Nombre d'établissements par secteur d'activité au 31 décembre 2019 dans le Lot » (consulté le 14 février 2022).

#### Autres sources
1. ↑  Carte IGN sous Géoportail
2. 1 2  Daniel Joly, Thierry Brossard, Hervé Cardot, Jean Cavailhes, Mohamed Hilal et Pierre Wavresky, « Les types de climats en France, une construction spatiale », Cybergéo, revue européenne de géographie - European Journal of Geography, no 501,‎ 18 juin 2010 (DOI 10.4000/cybergeo.23155, lire en ligne, consulté le 14 novembre 2023)
3. ↑  « Zonages climatiques en France métropolitaine. », sur pluiesextremes.meteo.fr (consulté le 14 novembre 2023).
4. ↑  « Orthodromie entre Concots et Le Montat », sur fr.distance.to (consulté le 14 novembre 2023).
5. ↑  « Station Météo-France « Le Montat » (commune du Le Montat) - fiche climatologique - période 1991-2020 », sur donneespubliques.meteofrance.fr (consulté le 14 novembre 2023).
6. ↑  « Station Météo-France « Le Montat » (commune du Le Montat) - fiche de métadonnées. », sur donneespubliques.meteofrance.fr (consulté le 14 novembre 2023).
7. ↑  « Climadiag Commune : diagnostiquez les enjeux climatiques de votre collectivité. », sur meteofrance.fr, novembre 2022 (consulté le 14 novembre 2023).
8. ↑  « Les espaces protégés. », sur le site de l'INPN (consulté le 10 mai 2022).
9. ↑  « Liste des espaces protégés sur la commune », sur le site de l'inventaire national du patrimoine naturel (consulté le 2 septembre 2021).
10. ↑  « Le parc naturel régional des Causses du Quercy – charte 2012-2024 », sur parc-causses-du-quercy.fr (consulté le 8 mai 2021).
11. ↑  [PDF]« Le parc naturel régional des Causses du Quercy – charte 2012-2024 - le rapport », sur parc-causses-du-quercy.fr (consulté le 8 mai 2021).
12. ↑  « - fiche descriptive », sur le site de l'inventaire national du patrimoine naturel (consulté le 1er septembre 2021).
13. ↑  « le géoparc des Causses du Quercy »(Archive.org • Wikiwix • Archive.is • Google • Que faire ?), sur le site des Géoparks de l'Unesco (consulté le 26 août 2021).
14. ↑  « Géoparc des Causses du Quercy - fiche descriptive », sur le site de l'inventaire national du patrimoine naturel (consulté le 1er septembre 2021).
15. ↑  « Réserve naturelle d'intérêt géologique du département du Lot. », sur reserves-naturelles.org (consulté le 26 août 2021).
16. ↑  « la réserve naturelle nationale d'intérêt géologique du département du Lot - fiche descriptive », sur le site de l'inventaire national du patrimoine naturel (consulté le 2 septembre 2021).
17. ↑  « Liste des ZNIEFF de la commune de Concots », sur le site de l'Inventaire national du patrimoine naturel (consulté le 2 septembre 2021).
18. ↑  « ZNIEFF les « pelouses sèches du Champ de Dual et combes boisés de Couanac » - fiche descriptive », sur le site de l'inventaire national du patrimoine naturel (consulté le 2 septembre 2021).
19. ↑  « CORINE Land Cover (CLC) - Répartition des superficies en 15 postes d'occupation des sols (métropole). », sur le site des données et études statistiques du ministère de la Transition écologique. (consulté le 14 avril 2021).
20. 1 2 3  « Les risques près de chez moi - commune de Concots », sur Géorisques (consulté le 17 octobre 2022).
21. ↑  BRGM, « Évaluez simplement et rapidement les risques de votre bien », sur Géorisques (consulté le 13 septembre 2022).
22. ↑  DREAL Occitanie, « CIZI », sur occitanie.developpement-durable.gouv.fr (consulté le 13 septembre 2022).
23. ↑  « Dossier départemental des risques majeurs dans le Lot », sur lot.gouv.fr (consulté le 13 septembre 2022), partie 1 -  chapitre Risque inondation.
24. ↑  « Dossier départemental des risques majeurs dans le Lot », sur lot.gouv.fr (consulté le 13 septembre 2022).
25. ↑  « Dossier départemental des risques majeurs dans le Lot », sur lot.gouv.fr (consulté le 13 septembre 2022), chapitre Mouvements de terrain.
26. 1 2  « Liste des cavités souterraines localisées sur la commune de Concots », sur georisques.gouv.fr (consulté le 13 septembre 2022).
27. ↑  « Retrait-gonflement des argiles », sur le site de l'observatoire national des risques naturels (consulté le 13 septembre 2022).
28. ↑  Gaston Bazalgues, « Les noms des communes du Parc », Les cahiers scientifiques du Parc naturel régional des Causses du Quercy, vol. 1,‎ 2014, p. 114 (lire en ligne)
29. ↑  « Les maires de Concots », sur francegenweb.org, 19 février 2011 (consulté le 16 octobre 2016).
30. ↑  liste des membres du conseil municipal (2008-2014)
31. ↑  L'organisation du recensement, sur insee.fr.
32. ↑  Calendrier départemental des recensements, sur insee.fr.
33. ↑  Des villages de Cassini aux communes d'aujourd'hui sur le site de l'École des hautes études en sciences sociales.
34. ↑  Fiches Insee - Populations de référence de la commune pour les années 2006, 2007, 2008, 2009, 2010, 2011, 2012, 2013, 2014, 2015, 2016, 2017, 2018, 2019, 2020, 2021 et 2022.
35. ↑  « Les régions agricoles (RA), petites régions agricoles(PRA) - Année de référence : 2017 », sur agreste.agriculture.gouv.fr (consulté le 14 février 2022).
36. ↑  Présentation des premiers résultats du recensement agricole 2020, Ministère de l’agriculture et de l’alimentation, 10 décembre 2021
37. ↑  « Fiche de recensement agricole - Exploitations ayant leur siège dans la commune de Concots - Données générales », sur recensement-agricole.agriculture.gouv.fr (consulté le 14 février 2022).
38. ↑  « Atelier Vinagrou », sur atelier-vinagrou.com.